# 九龍巴士N243線
九龍巴士N243線是特別日子路線，只在圣诞节及除夕凌晨服務期間由青衣站開出2班，依逆時針方向途經長宏邨、青衣邨、長康邨、長青邨、青富苑後，沿青敬路返回青衣站，方便遠離青衣站的屋邨乘客返回住所，收費$8.1。

## 歷史
在2017年跨年夜，港鐵如常提供通宵服務，惟接駁青衣站的公共交通服務已於凌晨1時前開出尾班車，結果大批青衣居民因沒有通宵巴士回家，所以只好聚集在青衣城的士站等車回家。
此事以後，市民皆希望於港鐵通宵服務時增添巴士路線接駁青衣站，惟運輸署卻以已有九龍巴士N241線通宵服務青衣島為由拒絕。
後來九巴決定向區議會提交文件，建議增設本非常規路線，由青衣站開出，開往長亨、長宏、青衣邨、翠怡花園、長康、長青及美景花園。方案結果獲葵青區議會通過，並因而使此路線出現。
- 2018年12月25日：本路線首次開辦，提供港鐵青衣站開往長亨、長宏、青衣邨、翠怡花園、長康、長青及美景花園的特別巴士服務。[8]

- 2019年9月14日（中秋節翌日）：九巴一度出示通告[9]及新聞稿[10]表示此路線會於當天凌晨提供服務，但港鐵其後臨時決定當晚不提供通宵服務，最終此路線亦不於當晚服務。[11]

- 2020年1月25日：九巴在沒通知乘客的情況下把本路線改為循環運作，以青衣站為總站，長青邨青桃樓為循環點。

- 2020年12月25日至2023年1月1日：受新型冠狀病毒肺炎疫情影響，此路線沒有提供服務。

- 2025年1月29日：加停青衣路「青富商場」站及「青富苑」站，並削減班次。

## 服務時間（詳細班次）
| 青衣站開 | 青衣站開 |
| -------- | -------- |
| 01:35    | 01:55    |

## 收費
全程:$7.3
| - 本線設有12歲以下小童及65歲或以上長者半價優惠。 - 65歲或以上香港居民使用「樂悠咭」，以及12歲以下合資格殘疾兒童使用「殘疾人士身份」個人八達通繳付車資，均可享有每程$2.0或半價（以較低者為準）的票價優惠；12至64歲合資格殘疾人士使用「殘疾人士身份」個人八達通（包括「樂悠咭」），以及60至64歲香港居民使用「樂悠咭」繳付車資，均可享有每程$2.0或全費（以較低者為準）的票價優惠。 - 65歲或以上長者如使用長者或一般個人八達通繳付車資，則只可享有半價優惠；12至64歲合資格殘疾人士如不使用「殘疾人士身份」個人八達通，以及60至64歲人士如不使用「樂悠咭」繳付車資，必須繳付全費。 - 乘客可以現金或八達通於上車時付款，不設找續。 - 每位成人乘客可免費攜帶最多兩名4歲以下而不佔座位的兒童乘客乘車，超額之4歲以下小童必須繳付小童車費乘車。 - 持有「九巴月票」之乘客在車票有效期內，每日可享最多10程任何九龍巴士及龍運巴士路線（包括本路線，以及聯營路線的九龍巴士／龍運巴士提供的班次；惟乘搭機場「A」及「NA」線則可享原價二七折優惠（不會計算每天10次合資格車程））；而B1線則每日可享最多各2程（不會計算每天10次合資格車程）。 - 九龍巴士、城巴、龍運巴士及陽光巴士全職員工及家屬（不包括外判職員）可免費乘搭本路線，惟必須拍職員或職員家屬八達通。 - 乘客亦可透過多元化電子支付系統（e度嘟）繳付車資，包括使用非接觸式VISA卡、JCB卡、萬事達卡、銀聯卡、美國運通、大來國際、Discover Card、Apple Pay、Google Pay、Samsung Pay、AlipayHK「易乘碼」、支付寶、WeChatHK／微信支付「搭車碼」、銀聯雲閃付「乘車碼」及BOC Pay「乘車碼」。乘客使用此付款方式，使用此支付方式的乘客可享有中途下車之分段收費，以及與其他九巴／龍運獨營路線或聯營線九巴／龍運班次之轉乘優惠，惟不適用於與非九巴／龍運路線之轉乘優惠，亦不能享有「公共交通費用補貼計劃」及「長者及合資格殘疾人士公共交通票價優惠計劃」。 |

## 行車路線
青衣站開經：青敬路、担杆山交匯處、楓樹窩路、青衣西路、寮肚路、長宏巴士總站、寮肚路、青衣西路、楓樹窩路、青衣鄉事會路、涌美路、青康路、青衣路、青衣鄉事會路及青敬路

### 沿線車站
| 1                | 青衣站巴士總站 | 青衣站巴士總站 |
| 2                | 長安邨安湄樓   | 青敬路         |
| 青衣西路         |                |                |
| 3                | 曉峰園         | 寮肚路         |
| 4                | 長亨邨停車場   | 寮肚路         |
| 5                | 長宏           | 長宏巴士總站   |
| 寮肚路、青衣西路 |                |                |
| 6                | 楓樹窩體育館   | 楓樹窩路       |
| 7                | 青衣邨宜業樓   | 楓樹窩路       |
| 8                | 青怡花園       | 楓樹窩路       |
| 9                | 翠怡花園       | 青衣鄉事會路   |
| 10               | 長青邨青梅樓   | 涌美路         |
| 11               | 長康邨康富樓   | 涌美路         |
| 12               | 長康邨康盛樓   | 涌美路         |
| 13               | 長康邨康豐樓   | 涌美路         |
| 14               | 長康邨康祥樓   | 涌美路         |
| 15               | 青盛苑         | 青康路         |
| 16               | 長青巴士總站   | 青康路         |
| 17               | 長青邨青槐樓   | 青康路         |
| 18               | 青富商場       | 青衣路         |
| 19               | 青富苑         | 青衣路         |
| 20               | 長青邨青桃樓   | 青衣路         |
| 21               | 青衣警署       | 青衣鄉事會路   |
| 22               | 青衣街市       | 青敬路         |
| 23               | 青衣運動場     | 青敬路         |
| 24               | 盈翠半島       | 青敬路         |
| 25               | 青衣站巴士總站 | 青衣站巴士總站 |